# Enneacanthus obesus
Az Enneacanthus obesus a sugarasúszójú halak (Actinopterygii) osztályának sügéralakúak (Perciformes) rendjébe, ezen belül a díszsügérfélék (Centrarchidae) családjába tartozó faj.
Nemének a típusfaja.

## Előfordulása
Az Enneacanthus obesus előfordulási területe Észak-Amerika keleti felén van. Elterjedése az USA-beli New Hampshire államtól délre egészen Florida középső részéig tart.

## Képek

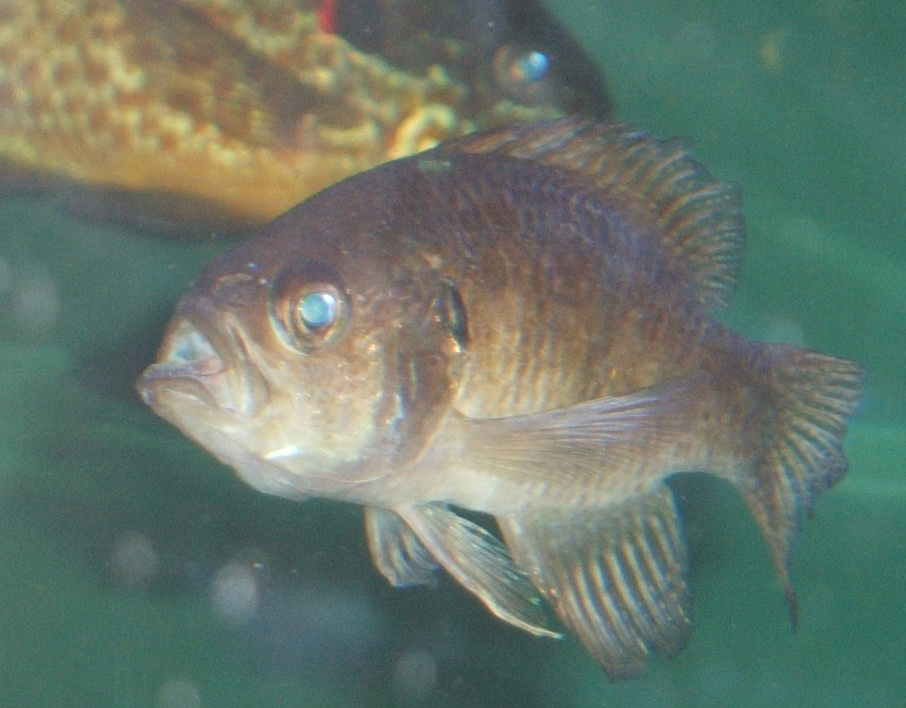
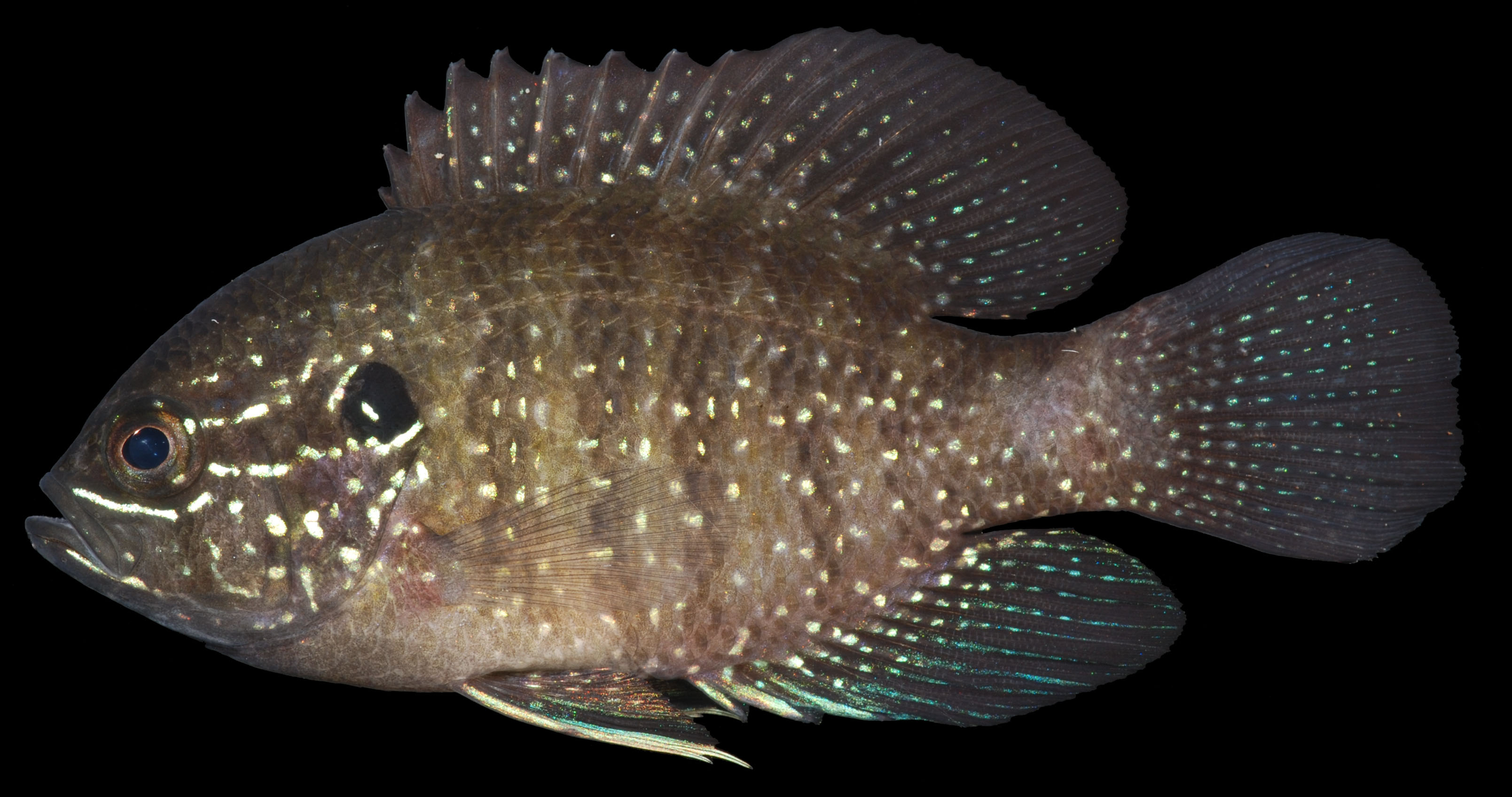
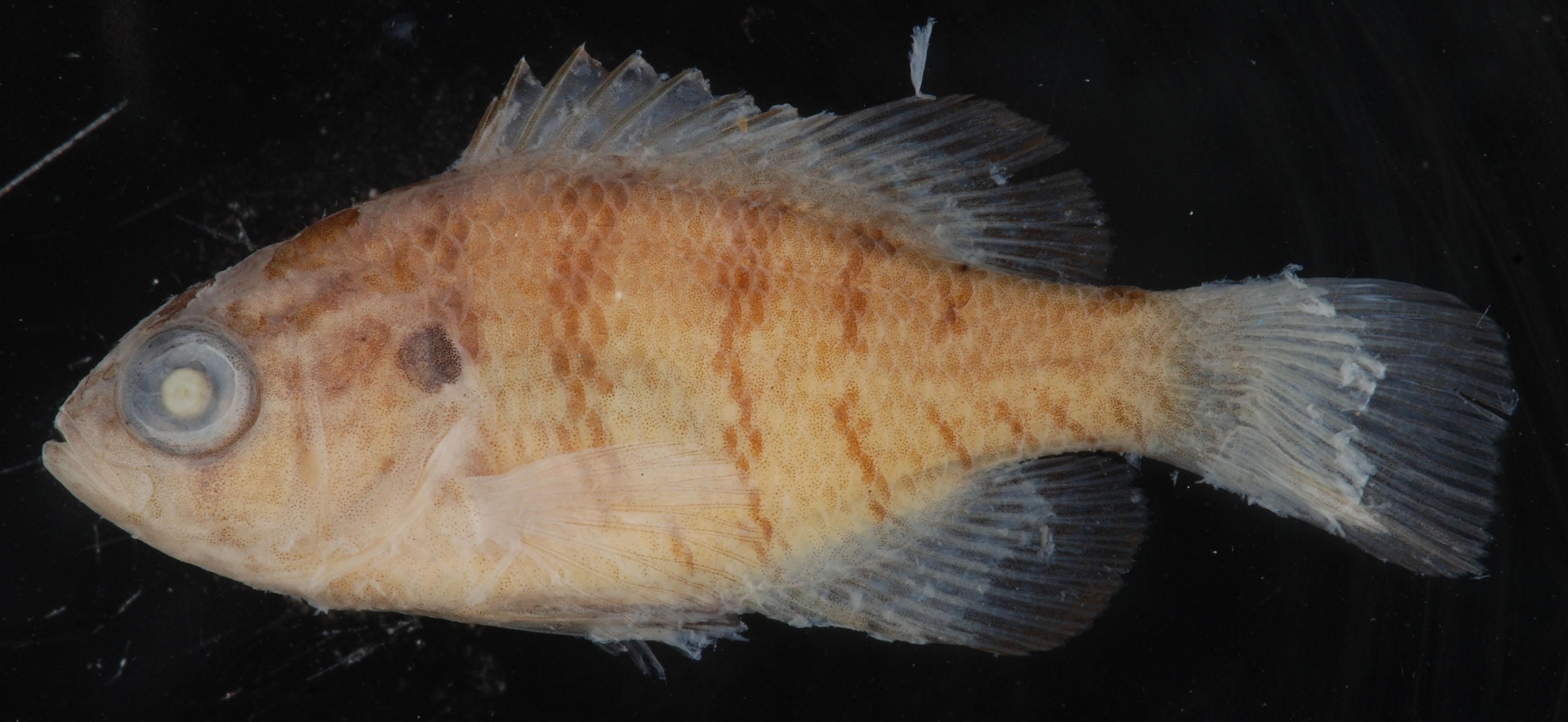

## Megjelenése
Ez a hal általában 6,1 centiméter hosszú, azonban 9,5 centiméteresre is megnőhet.

## Életmódja
Édesvízi halfaj, amely az iszapos mederfenék közelében él; általában a vízinövények között. Nagyon kis tavacskákban, illetve patakokban is képes megélni. A 10-22 Celsius-fokos vízhőmérsékletet és a 7-7,5 pH értékű vizet kedveli.

## Szaporodása
Az Enneacanthus obesus nőstény, egy ívási időszak alatt akár 500 darab ikrát is képes rakni.